# Jeholornis
Jeholornis és un gènere representat per una única espècie de dinosaure que va viure en el Cretaci inferior (fa aproximadament 120 milions d'anys, en l'Aptià), en el que avui és la Xina.